# Praomys derooi
Praomys derooi is een knaagdier uit het geslacht Praomys dat voorkomt in Ghana, Togo, Benin en West-Nigeria. Deze soort lijkt zeer sterk op Praomys daltoni; mogelijk is het daar slechts een lokale populatie van. Deze soort werd voorheen in Myomys geplaatst.